# Bat Trang
Bat Trang est une commune (khum) située dans le district de Mongkol Borei, dans la province de Bântéay Méanchey, dans l'ouest du Cambodge.
À ne pas confondre avec Bát Tràng, village de la province de Hanoï, au Vietnam, réputé pour sa porcelaine de qualité.

## Villages
Bat Trang est composé de 11 villages:
- Khtum Reay Lech
- Khtum Reay Kaeut
- Anlong Thngan Kaeut
- Anlong Thngan Lech
- Bang Bat Lech
- Bang Bat Kaeut
- Bat Trang
- Bat Trang Thum Lech
- Bat Trang Thum Kaeut
- Bang Bat Touch
- Preaek Chik